# Algemeen Rijksambtenarenreglement
Het Algemeen Rijksambtenarenreglement, gemakshalve meestal afgekort tot ARAR, vormde samen met het Bezoldigingsbesluit Burgerlijke Rijksambtenaren 1984 (BBRA), tot 1 januari 2020 de basis voor de rechtspositie van de rijksambtenaren in Nederland. De basis voor het ARAR was de Ambtenarenwet 1929 en is voor het eerst bij Koninklijk Besluit vastgesteld op 12 juni 1931. Het reglement werd regelmatig als gevolg van cao-onderhandelingen en andere inkomensmaatregelen aangepast. Omdat het ARAR bijvoorbeeld ook voorzag in regels om een beslissing van het bevoegd gezag aan te vechten was het voor iedere ambtenaar van belang dat hij of zij ten minste kennisnam van wat in het ARAR was geregeld.
Het ARAR werd beheerd door het Ministerie van Binnenlandse Zaken en Koninkrijksrelaties en is nog altijd te vinden op wetten.nl.
Vanwege de Wet normalisering rechtspositie ambtenaren is zowel het ARAR, als het BBRA per 1 januari 2020 vervallen. Ook geldt per die datum de Ambtenarenwet 2017.